# Piia-Noora Kauppi
Piia-Noora Kauppi (née le 7 janvier 1975 à Oulu) est une juriste et femme politique finlandaise.

## Biographie
Piia-Noora Kauppi a un Master of Laws. Elle a aussi étudié les sciences économiques à l'École supérieure de commerce d'Helsinki avant de suivre des études postgrades à la John F. Kennedy School of Government et à l'université Yale aux États-Unis.

## Carrière politique
Membre du Parti de la coalition nationale, elle siège au Parlement européen de 1999 à 2008.
Kauppi a été présidente du Forum Euro Parlementaire des services financiers, vice-présidente de l'Union des PME, et membre de l'European Internet Foundation (EIF)

## Fédération finlandaise des services financiers
Le 1er janvier 2009, Piia-Noora Kauppi quitte le parlement européen pour devenir directrice du groupe de lobbying Fédération finlandaise des services financiers (fi).
Ce changement lui vaudra de recevoir le prix du « Pire conflit d'intérêts » décerné par la Worst EU Lobbying Awards. Selon les membres de ce groupe, alors qu'elle était député européen, Piia-Noora Kauppi a longtemps défendu les intérêts de l'industrie bancaire européenne en combattant la réglementation de ce secteur. 
Par exemple, en 2005, le The Wall Street Journal l'accuse d'avoir aidé le lobby des banques en aidant à assouplir les réglementations contre le blanchiment d'argent.
Les organisateurs du prix demandent si elle est toujours qualifiée pour continuer à participer aux travaux de réglementation dans un secteur dans lequel elle deviendra lobbyiste par la suite.